# Copo Highball

Copo Highball.

Um copo de bebida longo, copo alto ou em inglês Highball é um tipo de copo muito usado em restauração e em bares para servir coquetéis e outras bebidas que são bebidas longas, isto é, que vão ser bebidos lentamente. A sua definição varia segundo as fontes, às vezes confunde-se-lhe com o copo Collins, já que é similar mas mais longo. Também é comum o chamar de tumbler (copo), no entanto este é um nome genérico para ''um recipiente para beber com lados rectos e sem cabo ou haste'', isto é, um recipiente para beber com forma cilíndrica.
O copo Highball típico contém entre 24 e 35 centilitros. Utiliza-se para servir coquetéis highball (bebidas longas) e outras bebidas mistas. Um tamanho de exemplo é de 7 centímetros de largura por 15 centímetros de altura.
Um copo Highball é mais alto que um copo Old Fashioned, também conhecido por Lowball, e mais curto e largo que um copo Collins.

## Nota
1. ↑  Os copos Collins, Highball, Old Fashioned e o copo de Shot são tumbler.